# San Sebastián Teitipac
San Sebastian Teitipac är en kommunhuvudort i Mexiko.   Den ligger i kommunen San Sebastián Teitipac och delstaten Oaxaca, i den sydöstra delen av landet, 400 km sydost om huvudstaden Mexico City. San Sebastian Teitipac ligger 1 611 meter över havet och antalet invånare är 2 970.
Terrängen runt San Sebastian Teitipac är kuperad åt sydväst, men åt nordost är den platt. Runt San Sebastian Teitipac är det ganska tätbefolkat, med 144 invånare per kvadratkilometer. Närmaste större samhälle är Oaxaca de Juárez, 17,1 km nordväst om San Sebastian Teitipac. Trakten runt San Sebastian Teitipac består till största delen av jordbruksmark.